# Club de Futbol Igualada
El Club de Futbol Igualada és un club de futbol català de la ciutat d'Igualada.

## Història

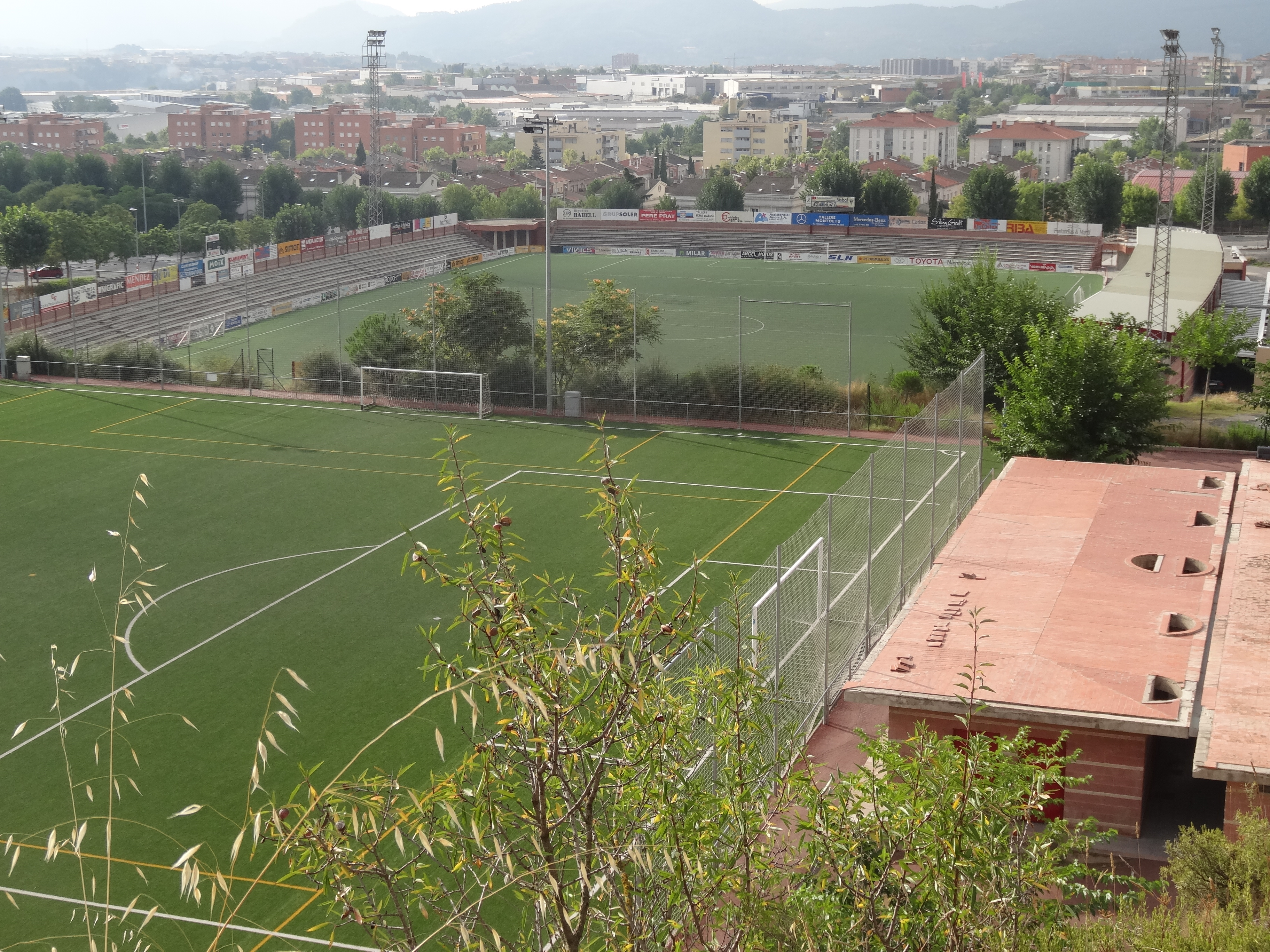
Estadi Municipal de Les Comes, en segon terme

Ja el 1911 neix a Igualada l'Igualada Football Club, que posteriorment adopta els noms Centre d'Esports Igualada (1912-15) i Ateneu Igualadí SF (des de 1920). El 1926, estudiants de l'Ateneu Igualadí de la Classe Obrera, funden un nou club pel qual recuperen l'antic nom d'Igualada Futbol Club. Ambdós clubs desapareixerien amb la guerra civil.
Acabada la Guerra Civil el futbol reprèn les seves activitats utilitzant les instal·lacions de l'Ateneu, que, a causa de la victòria falangista, s'anomena Centro Nacional. El 1939, es funda el CF Igualada de Educación y Descanso, que el 1944 perdé l'afegitó falangista per esdevenir l'actual CF Igualada. Joan Colom i Jorba inscriu el nou club a la Federació Catalana i s'hi uneixen els jugadors de l'anomenada Penya Goya, de la qual n'adoptarà els colors blau i blanc. Ramon Godó i Franch en fou el primer president.
El club passà per les diferents categories regionals fins a la temporada 1945-46 en què es proclamà Campió de Catalunya per primera vegada i en què guanyà la promoció per ascendir a Tercera Nacional, categoria on debutà la temporada 1946-47. En aquesta temporada l'Igualada va ser el primer equip de Catalunya a portar numerades les samarretes, i el segon equip d'Espanya en portar numeració després del Reial Madrid.
El club fou campió de Catalunya també en les temporades 1960-61 i 1965-66. Durant la temporada 1961-62, amb Josep Mussons i Mata com a president, el club afegí unes ratlles blanques al jersei dels jugadors.
La inauguració de l'actual camp de futbol de Les Comes, que substituí l'antic camp del Xipreret, tingué lloc en la nit del 21 d'agost de 1986 amb una visita del CE Sabadell que llavors militava a la primera divisió.

## Himne
L'any 1961 es va escriure un himne pel club, amb lletra de Manuel Mateu i música de Josep Maria Oriol i Murt.
L'actual himne del club, compost l'any 1985, fou escrit per Jaume Ferrer i Piñol, amb música de Manuel Pedragosa i Mostaza, interpretada per la coral Schola Cantorum d'Igualada.

### Lletra de l'Himne
Blaus!, blaus!, blaus!, són els colors de l'Igualada. 

Hip! Hip! Hip! Veureu com juga el nostre equip!
Vàreu créixer al Bar Goya i en el camp de l'Ateneu. 

Els primers de tot l'Anoia, els més grans sempre sereu.
I un sol crit se sent arreu: Igualada lluitarem! Igualada, guanyarem! 

Si és que aquí deixeu "la pell" cap "punt" no farà volada.
Les Comes serà el segell de tes glòries, Igualada! 

Igualada, lluitarem! Igualada, guanyarem! 

Gol!, Gol!, Gol! Això és futbol!”.
Si voleu escoltar l'himne aquí ho teniu: 

## Palmarès
- 3 Campió de Catalunya (1945-46, 1960-61 i 1965-66)[1]

## Temporades
Fins a l'any 2011-12 el club ha militat 33 temporades a Tercera Divisió i 8 a Primera Catalana.
| - 1946-47: 3a Divisió 5è - 1947-48: 3a Divisió 7è - 1948-49: 3a Divisió 14è - 1949-50: 3a Divisió 16è - 1950-51: 3a Divisió 11è - 1951-52: 3a Divisió 16è - 1952-53: 3a Divisió 17è - 1956-57: 3a Divisió 10è - 1957-58: 3a Divisió 19è - 1961-62: 3a Divisió 8è - 1962-63: 3a Divisió 13è | - 1966-67: 3a Divisió 17è - 1967-68: 3a Divisió 18è - 1968-69: 3a Divisió 20è - 1979-80: 3a Divisió 7è - 1980-81: 3a Divisió 10è - 1981-82: 3a Divisió 6è - 1982-83: 3a Divisió 16è - 1983-84: 3a Divisió 17è - 1984-85: 3a Divisió 8è - 1985-86: 3a Divisió 10è - 1986-87: 3a Divisió 13è | - 1987-88: 3a Divisió 6è - 1988-89: 3a Divisió 13è - 1989-90: 3a Divisió 10è - 1990-91: 3a Divisió 16è - 1991-92: 3a Divisió 9è - 1992-93: 3a Divisió 13è - 1993-94: 3a Divisió 12è - 1994-95: 3a Divisió 8è - 1995-96: 3a Divisió 19è - 1996-97: 1a Div. Catalana 3r - 1997-98: 3a Divisió 19è | - 1998-99: 1a Div. Catalana 4t - 1999-00: 1a Div. Catalana 19è - 2006-07: 1a Div. Catalana 2n - 2007-08: 3a Divisió 18è - 2008-09: 1a Div. Catalana 16è - 2009-10: 1a Div. Catalana 7è - 2010-11: 1a Div. Catalana 12è - 2011-12: 1a Catalana G2 13è |